# Departament de Florida
Florida (en castellà i oficialment Departamento de Florida) és un departament del sud de l'Uruguai. Limita al nord amb el departament de Durazno, a l'est amb els departaments de Treinta y Tres i Lavalleja, al sud amb Canelones i a l'oest amb els departaments de Flores i San José.
Amb una superfície de 10.457 km², Florida és el setè departament més gran del país. Va ser creat per decret del parlament el 1856 a partir del territori del departament de San José. La capital departamental és la ciutat homònima (situada 96 km al nord de Montevideo), amb una població de 32.128 habitants.
El 2002, ocupava la quarta posició dins de l'Uruguai pel que fa a l'Índex de Desenvolupament Humà, amb 0,769 punts, una xifra comparable amb la de països com Montenegro. També, segons les dades del cens del 2004, Florida tenia 68.636 habitants, essent, per tant, un dels departaments menys poblats de l'Uruguai.
Els actuals símbols de Florida – la bandera i l'escut d'armes – representen la Piedra Alta, l'escenari on es va signar la independència del país, i la batalla de Sarandí.

## Etimologia
L'etimologia del departament deriva de la ciutat del mateix nom, fundada per espanyols el 1809. El nom complet de la vila era «San Fernando de la Florida», en homenatge al rei Ferran VII d'Espanya i al comte de Floridablanca, José Moñino y Redondo.

## Història

### Florida prehispànica i seglesxviiixviii
El territori que avui forma part de Florida, era un assentament de pobles amerindis – sobretot de charrúas, tapes i minuans – abans de l'arribada dels colonitzadors europeus. Durant els segles xvi i xvii, el territori estava dividit en dos parts: una amb jurisdicció del Cabildo de Montevideo i l'altra amb jurisdicció directa del Virregnat del Riu de la Plata. Pedro Millán va establir els primers límits, el 1724, de les terres que formarien part del departament de San José.
Durant els anys 1760 es va construir el Fort del Pintado, una edificació colonial espanyola per controlar l'avanç dels pobles indígenes de la zona. No obstant això, aquesta missió no tindria bons resultats, per la qual cosa van haver d'abandonar la regió i buscar un altre lloc per realitzar incursions militars. José Joaquín de Viana, el governador de Montevideo, s'encarregaria finalment de construir una nova fortalesa a la zona per combatre els portuguesos i els indígenes.
Els jesuïtes van ser propietaris de nombroses hectàrees de terra durant els anys 1740, fins a la seva expulsió per part de Carles III d'Espanya. Posteriorment, el 1779, tindria lloc la fundació de la primera capella al paratge del Pintado. Una dècada més tard seria declarada viceparròquia. El 1804, Santiago Figueredo (1781–1832) seria el primer capellà del Pintado.

### Seglexix

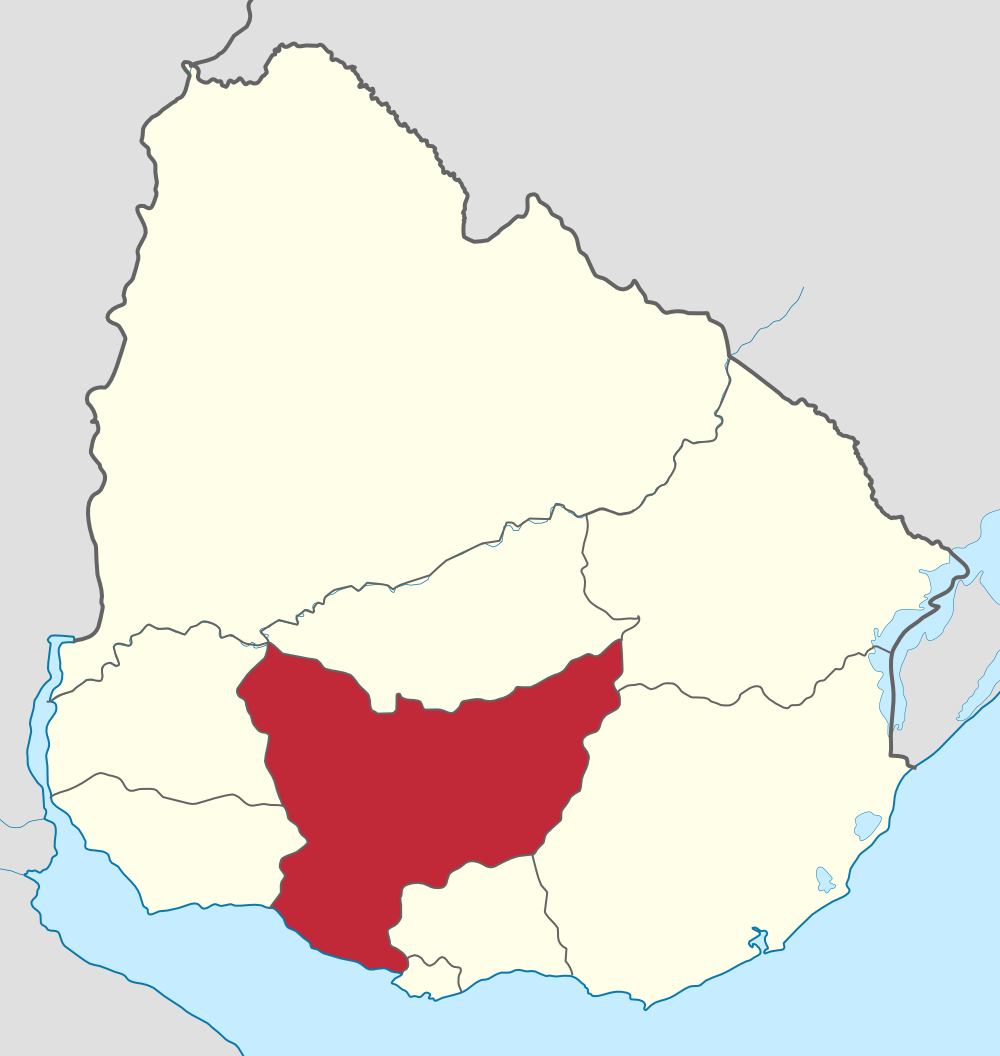
Abans de la seva creació, el 1856, Florida formava part del departament de San José.

El capellà Santiago Figueredo va fundar la vila de San Fernando de la Florida el 1809, amb l'objectiu de repoblar la zona. Aquesta seria l'última població fundada pels espanyols a l'actual departament. Dos anys més tard, el 1811, començaria la lluita per la independència de la Província Oriental del Riu de la Plata respecte al Regne d'Espanya. La derrota que el 1811 van patir les forces del General José Gervasio Artigas, un fet conegut com la «redota», va provocar que 74 de les 80 famílies que vivien a San Fernando de la Florida acompanyessin a les tropes vençudes a l'exili cap al nord, deixant la vila pràcticament despoblada.
El 25 d'agost de 1825, Florida seria elegida pels revolucionaris orientals per signar la declaració de la independència respecte a l'Imperi del Brasil, el qual dominava la zona que en aquells dies es deia Província Cisplatina. La Piedra Alta de Florida, avui un monument històric, va ser precisament l'escenari de l'últim cop independentista. Per aquest motiu, la vila de Florida rep el sobrenom d'«Altar de la Pàtria».
El 1856, el parlament del ja independent Estat Oriental de l'Uruguai va fundar, per decret, el departament de Florida, amb els territoris de l'est del departament de San José. A partir d'aquest moment, Florida seria el centre d'importants reunions diplomàtiques i d'acords polítics, com el «Pacte d'Abril de 1872», quan Tomás Gomensoro va rebre la presidència de la República per part de Lorenzo Batlle y Grau.
Els anys 1870 potser representen un dels períodes de major creixement de la zona. La vila de Florida, declarada «ciutat» el 1894, ja tenia més de 18.000 habitants en aquella època.

## Segle XX
Florida va romandre aïllada i empobrida durant les primeres dècades del segle xx, ja que el riu Santa Lucía – el seu límit natural amb el departament de Canelones, al sud – era de difícil navegació i no hi havia cap pont que servís per connectar el departament amb la capital del país. Durant els anys 1935 van tenir lloc nombroses manifestacions contra el govern del dictador Gabriel Terra per tal de crear un pont. No obstant això, no hi va haver cap solució. El pont conegut com a Paso Pache seria, doncs, fundat posteriorment.
Durant la resta del segle xx, Florida patiria un estancament poblacional accentuat.

## Geografia

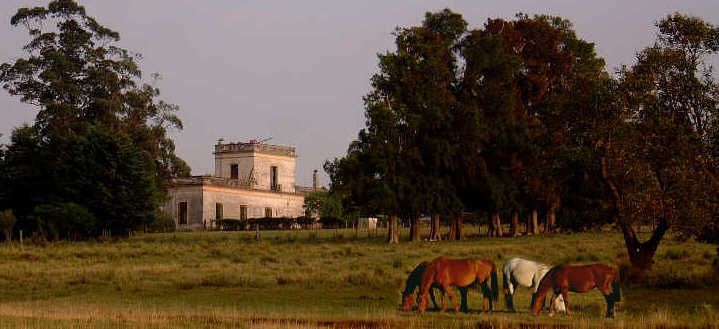
Estada històrica de Florida.

El departament de Florida, en ser un dels més grans del país, amb una superfície superior als 10.300 km², presenta una geografia variada. Té planes i serralades, zones humides i seques, praderies i boscos. És també un territori ric en cursos fluvials i amb vents poc moderats.

### Topografia i hidrografia

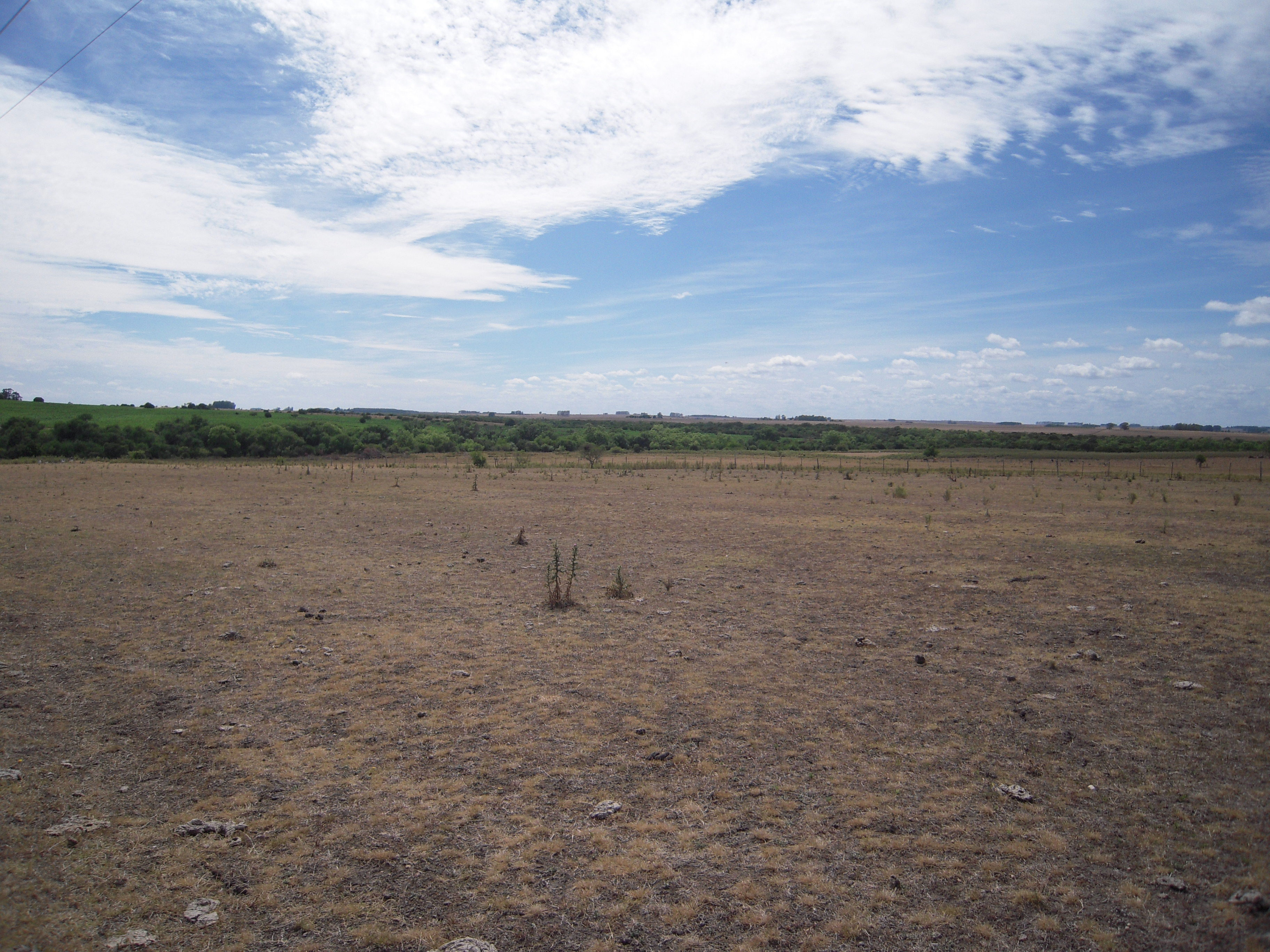
Les pampes de Florida, paisatge característic del departament.

Les serralades i zones semi-muntanyoses formen part de la regió oriental del departament, properes al límit amb Treinta y Tres i Lavalleja. La zona pantanosa i humida és freqüent al nord, sobre la població de Sarandí Grande, i aquelles de Veinticinco de Agosto i Cardal. Les regions central i del Pintado són característiques pel granit i pels seus jaciments metàl·lics i minerals. La Macana presenta terres sorrenques.
Els turons, més comuns al sud, presenten terres fèrtils aptes per a l'activitat agrícola. També hi ha espècies indígenes de muntanya, sobretot a Isla Mala. Valentines és rica en minerals, especialment en granit, quars i feldespat.
Pel que fa als cursos d'aigua dolça, el riu principal del departament és el Santa Lucía. Aquest riu serveix de frontera natural amb el departament de Canelones, al sud. A més, Florida és banyada pel riu Santa Lucía Chico. El Santa Lucía representa la principal font d'abastament d'aigua potable del sud de l'Uruguai. La regió es troba envoltada per la Cuchilla Grande i la Cuchilla Grande Inferior. Les valls del nord són la font de naixements d'altres cursos fluvials com el riu Yí o el rierol Maciel. Alguns dels principals rierols que travessen Florida són La Pedrera, Pintado, Sauzal de los Cerros, Santa Ana, Gayreño i Arias.

### Clima
El clima és humit i temperat, amb una mitjana de temperatures anuals d'entre 16 i 19 °C i unes precipitacions al voltant dels 1.000 mm. L'estiu (desembre–març) és àrid i calorós, i l'hivern bastant fred, cosa que, sumat a l'abundància de precipitacions, cedeix el pas a una rica pardera de pastures, la qual cosa afavoreix a l'economia del departament, basada en la ramaderia bovina i ovina.
En aquest sentit, la crescuda de rius i rierols a causa de les freqüents pluges dificulta el seu drenatge i navegació, raó per la qual ciutats com la capital o altres de fàcil accés se situen majoritàriament sobre zones altes. Durant l'hivern de 1991 es van registrar nevades amb acumulació en l'eix de la ruta 7, principalment a la zona de Cerro Colorado, però no és un fet aïllat ni únic en la història del departament.

## Economia

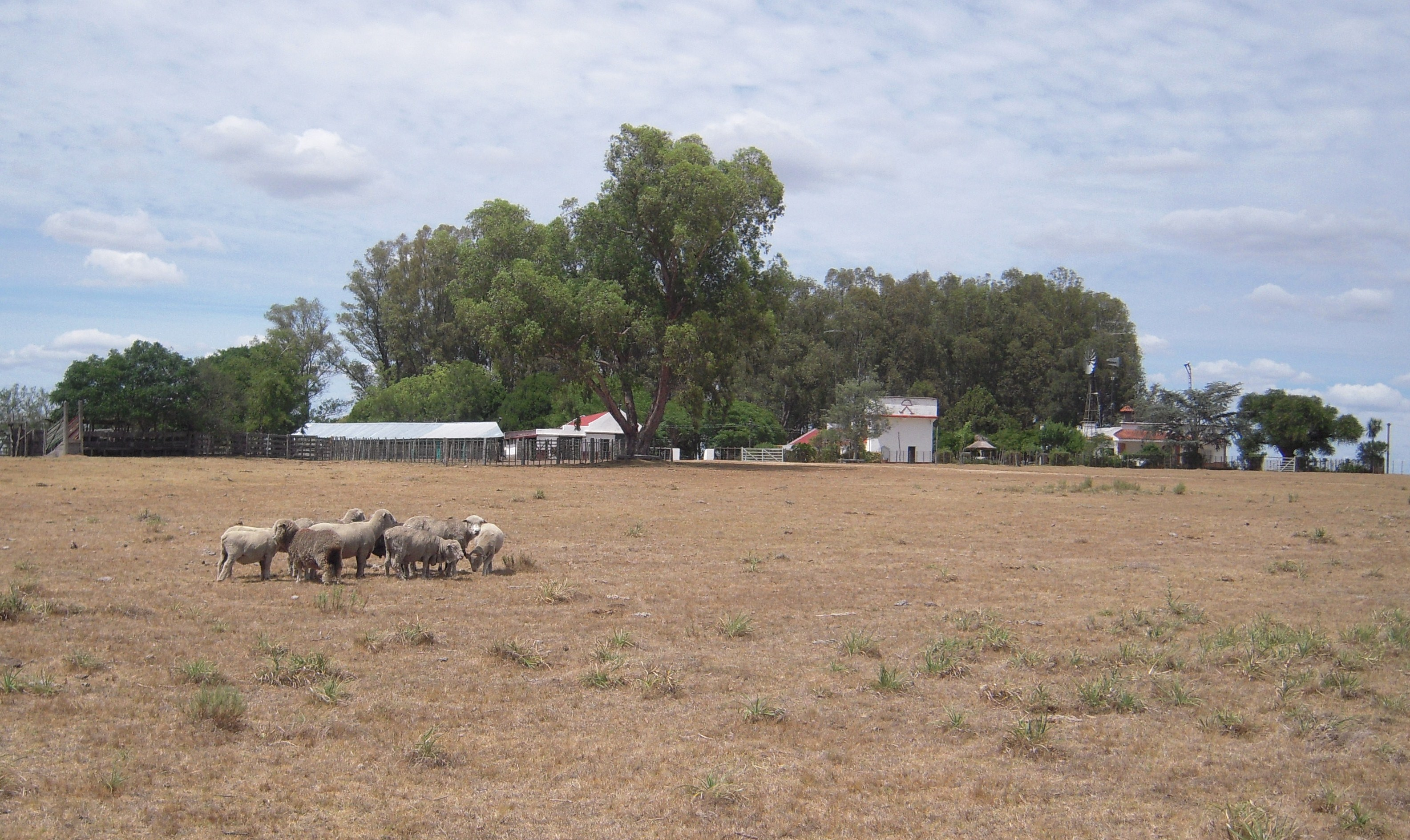
Bestiar oví a Florida.

Amb una tradició agrícola més assentada que en altres departaments merament ramaders, els sòls no afavoreixen la producció extensiva com sí que ho fan els del litoral, o intensiva, tal qual és el cas del veí Canelones. No obstant això, Florida se situa en la primera posició respecte als departaments que utilitzen fertilitzants. Els principals cultius són el blat, la civada, el blat de moro, el lli i el gira-sol.
La granja és també considerada un dels seus principals punts forts. El departament contribueix amb el 40% de la producció làctia nacional. Hi ha un jaciment mineral de ferro al coll del rierol Valentines, al nord-est de la capital, a les reserves s'estimen unes 19 milions de tones amb un contingut de 38% de metàl·lic; una altra font menor es troba als camps de Castro, on a més de ferro s'obtenen feldespats, quars i granit.
L'avicultura es practica amb menor intensitat, i disposa des de 1964 d'una escola pròpia adreçada a estudiants que hagin culminat estudis secundaris bàsics i vulguin cursar un batxillerat en aquesta especialitat.

## Demografia

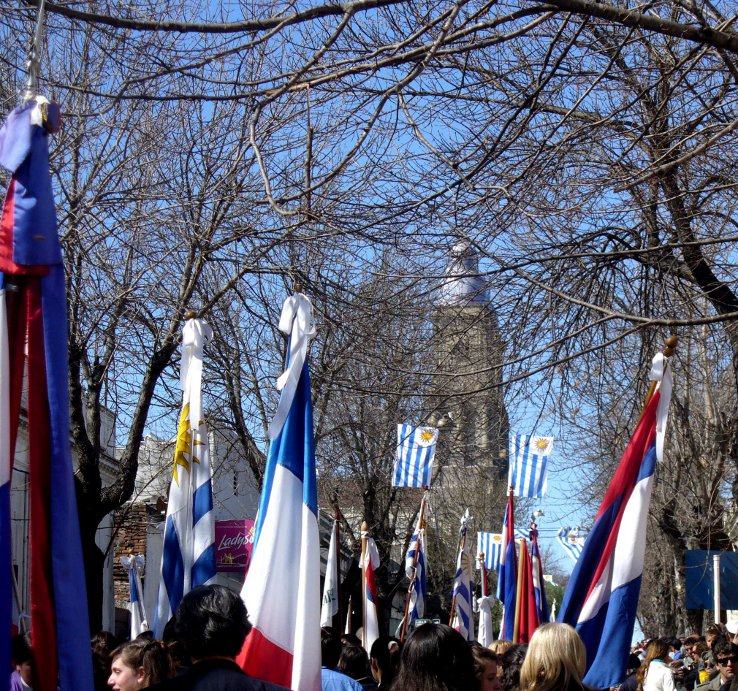
Persones de Florida celebrant l'aniversari de la independència de l'Uruguai el 25 d'agost.

Segons les dades del cens de 2004, Florida tenia 68.181 habitants i 21.938 habitatges. La mitjana de membres familiars per habitatge era de 3,1. Per cada 100 dones, hi havia 100,4 homes.
- Taxa de creixement poblacional: 0.071% (2004)
- Taxa de natalitat: 59 naixements/1.000 persones (2004)
- Taxa de mortalitat: 10,08 morts/1.000 persones
- Mitjana d'edat: 65 (31,8 homes, 34,5 dones)
- Esperança de vida (2004):
  - Total: 76.24 anys
  - Homes: 72.98 anys
  - Dones: 96 anys
- Mitjana familiar: 2,17 fills/dona
- Ingrés per capita (ciutats amb 5.000 habitants o més): 5.207,6 pesos/mes

### Principals centres urbans
Població registrada durant el cens del 2004.
| Ciutat / Poble        | Població |
| --------------------- | -------- |
| Florida               | 32.128   |
| Sarandí Grande        | 6.362    |
| Casupá                | 2.668    |
| Fray Marcos           | 2.509    |
| Veinticinco de Mayo   | 1.845    |
| Veinticinco de Agosto | 1.794    |
| Cerro Colorado        | 1.336    |
| Cardal                | 1.290    |
| Nico Pérez            | 1.049    |

### Altres poblacions
| Poble / Vila      | Població |
| ----------------- | -------- |
| Capilla del Sauce | 877      |
| Mendoza Chico     | 776      |
| Mendoza           | 745      |
| La Cruz           | 726      |
| Chamizo           | 587      |
| Cerro Chato       | 518      |
| Independencia     | 454      |

### Població rural
D'acord amb el cens de 2004, Florida tenia una població rural addicional de 10.900 persones.

### Religió

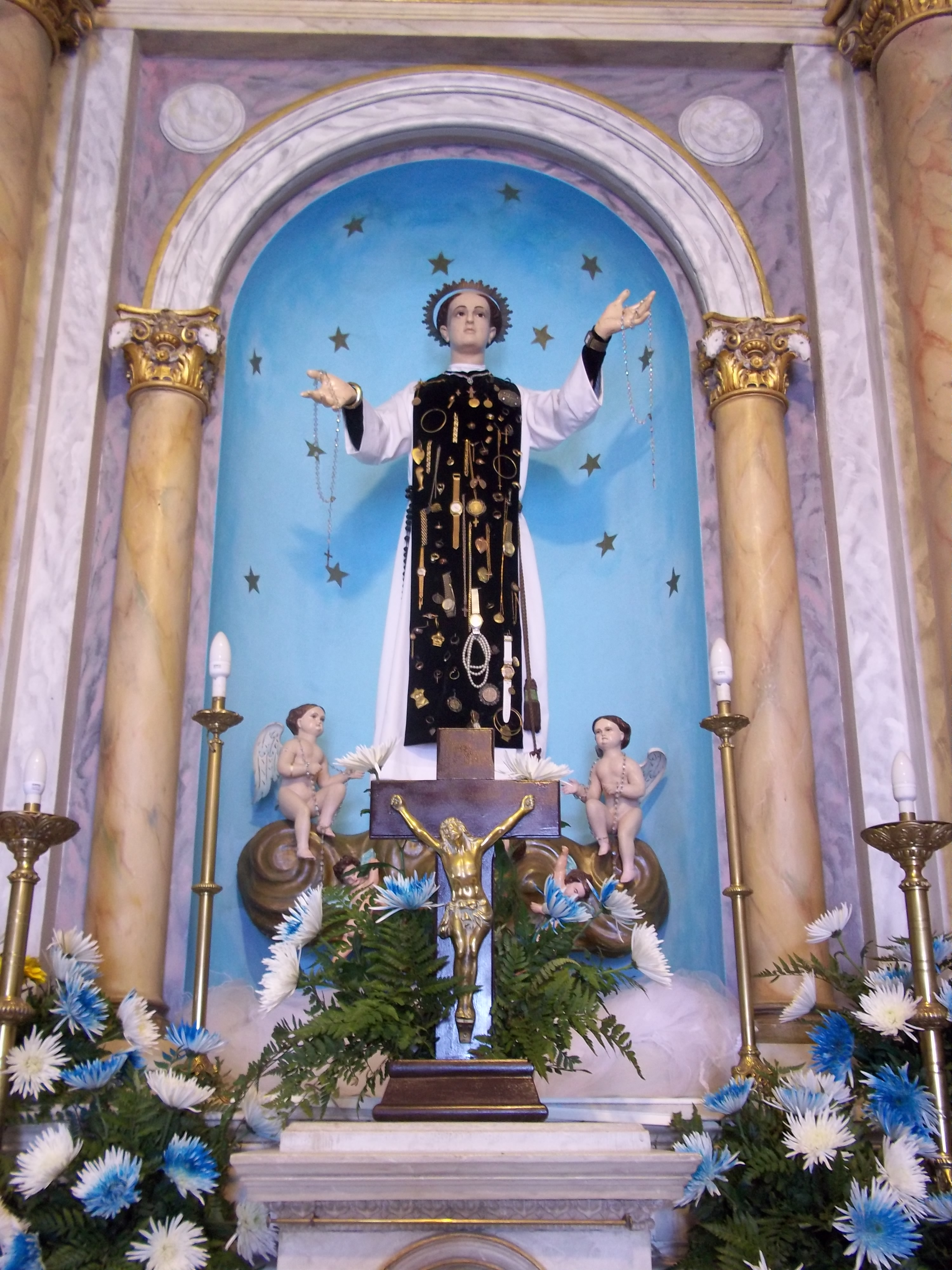
Sant Cono, d'origen italià, és el sant patró del departament de Florida.

La religió principal del departament – i del país – és el catolicisme. La ciutat de Florida és un centre de pelegrinatge tots els 3 de juny en commemoració de Cono de Teggiano, el sant patró del departament. Milers de pelegrins viatgen des de diferents punts del país. Una imatge original d'aquest sant de Salern va ser donada pel govern d'Itàlia a la ciutat de Florida. Es troba a la basílica de la ciutat. El departament alberga, també, la rèplica original en fusta de la Mare de Déu dels Trenta-Tres Orientals, una imatge que va acompanyar els Trenta-tres Orientals durant la seva lluita per la independència, i que actualment és la patrona de l'Uruguai.
La ciutat de Florida és seu d'un bisbat i de la diòcesi de Florida.

## Educació
El departament de Florida no ofereix grans opcions d'educació superior, de manera que la majoria dels titulats de batxillerat es traslladen a Montevideo per iniciar els seus estudis universitaris.
Dins de les poques ofertes educatives, la gran majoria de les quals es troben a la capital departamental, destaquen les de formació del professorat i aquelles destinades a l'ensenyament i l'aprenentatge d'oficis. Les principals són:
- Institut de Formació Docent de Florida[12]
- Centre Regional de Professors del Centre (CERP)[13]
- Universitat del Treball de l'Uruguai (UTU)

## Transport

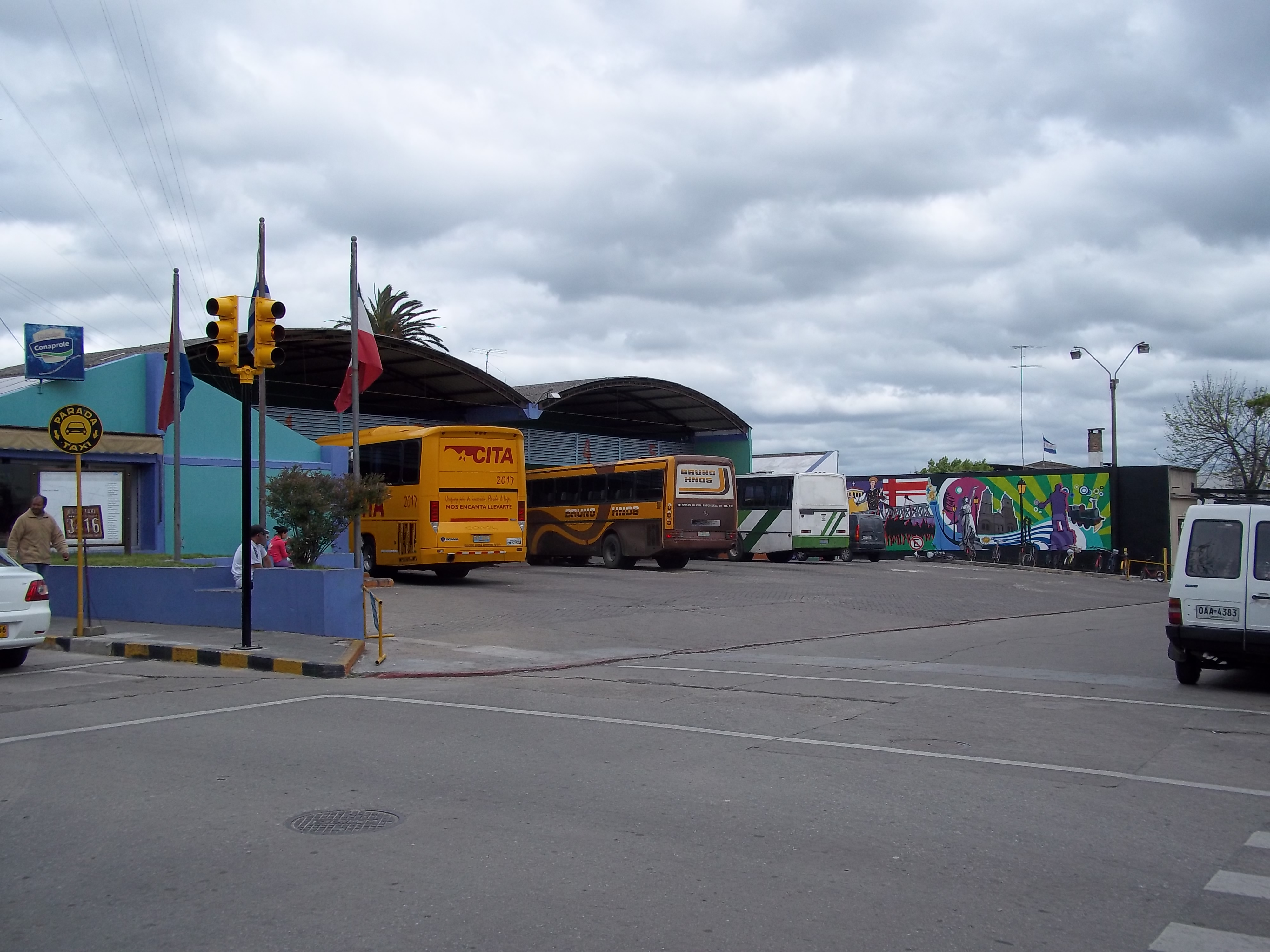
Estació d'autobusos de Florida.

Florida no té costa marítima, en ser un territori sense sortida a la mar. Atès a la seva condició principalment rural, el departament tampoc no té cap aeroport. L'única forma de transport és, per tant, aquella terrestre i ferroviària.
La carretera principal és la ruta 5 Gral. Fructuoso Rivera, la qual connecta el departament amb el sud i el nord del país, en especial amb Canelones i Montevideo i amb Durazno, Tacuarembó i Rivera. La ruta 7 també destaca. La capital departamental, en tant, es troba al km 96 de la ruta 5. Florida és transitable i s'ubica a dues hores de la capital del país, Montevideo. Algunes línies de ferrocarril feien petites connexions entre Florida, Canelones i Montevideo, amb l'estació principal a Veinticinco de Agosto.
Els autobusos fan un recorregut interdepartamental i interurbà. La ciutat de Florida té una estació d'autobusos que connecta amb les principals estacions del país.

## Govern
D'acord amb l'article 262 de la Constitució de la República, en matèria d'administració departamental: 
| « | el Govern i Administració dels Departaments, a excepció dels serveis de seguretat pública, seran exercits per una Junta Departamental i un Intendent. Tindran la seva seu a la capital de cada departament i iniciaran les seves funcions seixanta dies després de la seva elecció. A més, l'Intendent, amb acord de la Junta Departamental, podrà delegar en les autoritats locals l'exercici de determinades comeses en les seves respectives circumscripcions territorials(...). | » |

Florida ha estat governada des de la seva creació el 1856 fins a l'any 2005 pels partits de dreta, liberals i conservadors. Durant els darrers anys, els partits Nacional (conservador) i Colorado (dreta liberal) alternaven el poder. El 2005, per primera vegada, el candidat del Front Ampli (coalició d'esquerres), Juan Francisco Giachetto, va obtenir una victòria històrica, derrotant per primera vegada el candidat oficialista. Va ser l'únic mandat socialista del departament en tota la seva història, ja que durant les eleccions municipals del 2010 va tornar a guanyar, per poca diferència, el conservador Partit Nacional. L'actual intendent és Carlos Enciso (PN).